# T'Keyah Crystal Keymáh
T'Keyah Crystal Keymáh, pseudonimo di Crystal Walker (Chicago, 13 ottobre 1962), è un'attrice, comica e cantante statunitense.
La sua fama deriva principalmente dall'interpretazione, dal 2003 al 2005, di Tonya Baxter nella serie di Disney Channel Raven.

## Biografia
Nata a Chicago (Illinois), a partire dall'età di tre anni, Keymáh ha intrattenuto la sua famiglia con il canto, la danza, e recitando poesie e storie originali. Ha scritto la sua prima commedia e la sua prima canzone nella scuola elementare. Si è esibita con Ali LeRoi e Lance Crouther nel Gruppo Mary Wong Commedy al liceo di Florida A & M University School. Durante e dopo il college, Keymáh ha insegnato teatro, danza e pantomima. Ha fatto anche molti spettacoli teatrali e film prodotti e diretti da lei. Era Miss Black America dell'Illinois e fu nelle finalissime per il Concorso Nazionale di Miss Black America. Si è laureata della Florida A & M University.

### Carriera
La Keymáh recitato per le prime tre stagioni nella serie Disney Raven nel ruolo della mamma di Raven, Tanya Baxter. Nella quarta stagione della serie il suo personaggio è stato escluso dicendo che partiva per l'Inghilterra per continuare la sua carriera alla facoltà di legge.
Crystal Walker insieme alla Stage Aurora Theatrical Company di Jacksonville hanno scritto uno spettacolo Teatrale chiamato T'Keyah Lilve! presso lo Stage Aurora Performance Hall in Gateway Town Center in cui è stata eseguita il 28 luglio 2008. È anche Direttore della Company Bronzeville Community Theatre in Chicago, dove ha co-scritto e diretto la prima mondiale di Sister e lo dirige ancora lì da maggio 2010.
Keymah è l'autrice di Alcuni dei miei migliori amici: una collezione di personaggi, versione cartacea della palco si è esibita per dieci anni, e Natural Woman / Capelli Naturali: A Journey capelli - Acconciature e Storie di Capelli dalla parte anteriore, Semplice, passo per passo Istruzioni sulla cura dei vostri capelli naturali, un manuale didattico sui capelli con aneddoti sulle sue esperienze quali il fatto che è stata una delle prime attrici a esibire i suoi capelli naturalmente in televisione in prima serata (dopo attrici del calibro di Cher).

### T'Keyah Live!
T'Keyah Live! È uno spettacolo di varietà ed è il quarto autoprodotto di spettacolo teatrale della Keymáh. Lo show comprende botta e risposta arguta, numeri musicali, personaggi accattivanti, la partecipazione del pubblico, impersonificazioni di personaggi Famosi (Quali quella di Diana Ross, Barbra Streisand, Janet Jackson, Joie Lee e molti altri ancora), presentazioni video, scherzi e un ospite speciale per ogni Serata.

## Filmografia

### Cinema
- Jackie Brown, regia di Quentin Tarantino (1997)
- Chi-Raq, regia di Spike Lee (2015)

### Televisione
- In viaggio nel tempo (Quantum Leap) – serie TV, episodi 4x15 (1992)
- Il commissario Scali (The Commish) – serie TV, episodi 4x4 (1994)
- Pinky, Elmyra & the Brain – serie TV, episodi 1x21 (1999) - voce
- Titti turista tuttofare (Tweety's High-Flying Adventure), regia di James T. Walker, Karl Toerge e Charles Visser - film TV (2000) - voce
- Cosby – serie TV, 95 episodi (1996-2000)
- Batman of the Future (Batman Beyond) – serie TV, episodi 2x12-3x2-3x12 (2000-2001) - voce
- In Living Color – serie TV, 140 episodi (1990-2001)

- Static Shock – serie TV, episodi 2x2-3x1 (2002-2003) - voce
- Tutto in famiglia (My Wife and Kids) – serie TV, episodi 4x14 (2004)
- Teen Titans – serie TV, 4 episodi (2004-2005) - voce
- Raven (That's So Raven) – serie TV, 78 episodi (2003-2006)
- American Dragon: Jake Long – serie TV, episodi 1x8-2x2-2x16 (2005-2006) - voce
- Sharknado 4 (Sharknado 4: The 4th Awakens), regia di Anthony C. Ferrante - film TV (2016)
- Kidding - Il fantastico mondo di Mr. Pickles (Kidding) – serie TV, episodi 1x2 (2018)